# 40 Persei
40 Persei (o Persei) é uma estrela na direção da Perseus. Possui uma ascensão reta de 03h 42m 22.64s e uma declinação de +33° 57′ 54.1″. Sua magnitude aparente é igual a 4.97. Considerando sua distância de 924 anos-luz em relação à Terra, sua magnitude absoluta é igual a −1.79. Pertence à classe espectral B0.5V.